# بازسازی برند

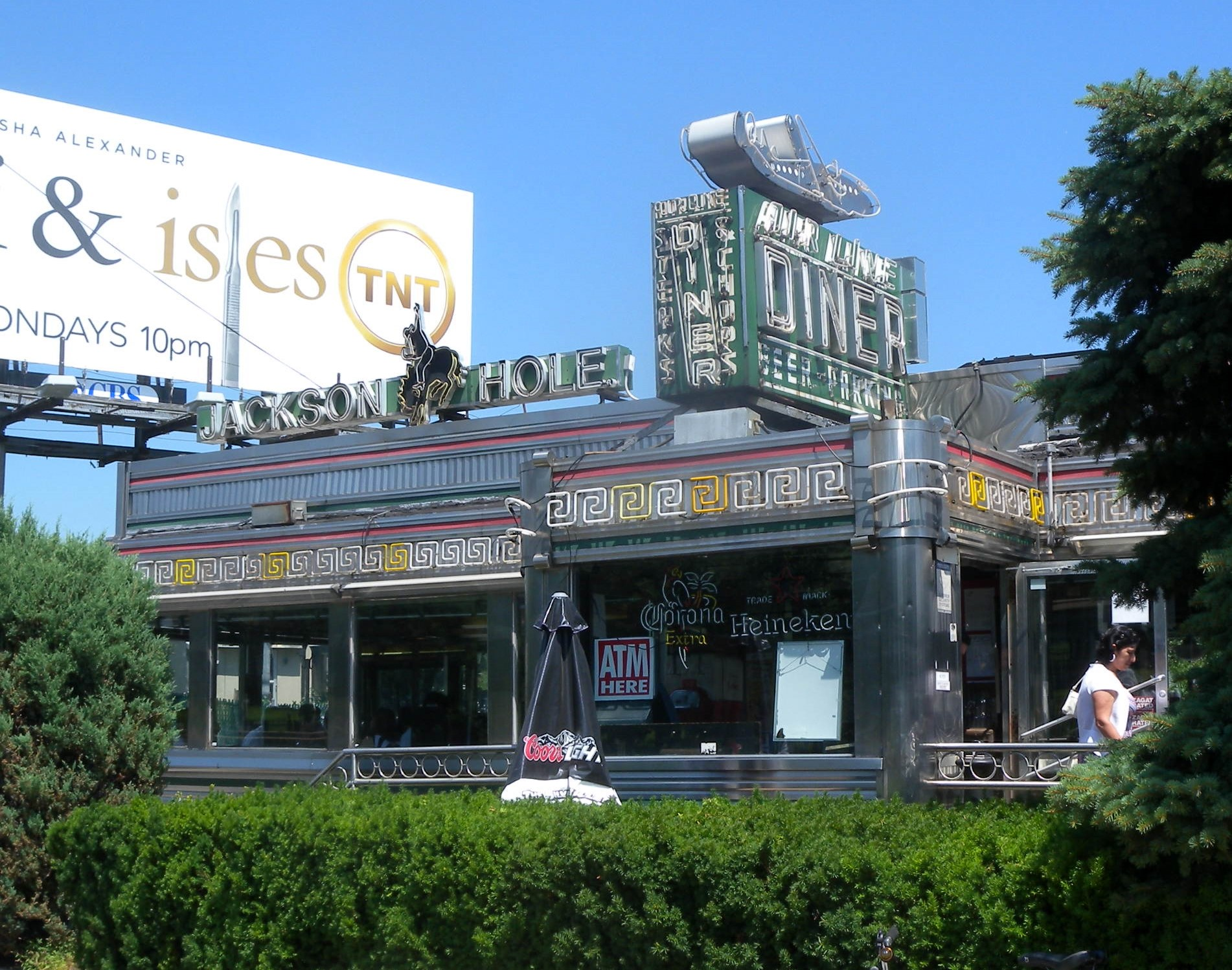
ایر لاین غذاخوری که تا حدی به جکسون هول دینر تغییر نام داد

ریبرندینگ یا بازسازی برند (به انگلیسی: Rebranding) یک راهبرد بازاریابی است که در آن یک نام، اصطلاح، نماد، طرح، مفهوم یا ترکیبی از آنها برای یک برند تثبیت‌شده با هدف ایجاد هویت جدید و متمایز در ذهن مصرف‌کنندگان، سرمایه‌گذاران، رقبا و سایر ذینفعان ایجاد می‌شود. اغلب، این شامل تغییرات اساسی در لوگو، نام، نام‌های قانونی، تصویر، استراتژی بازاریابی و مضامین تبلیغاتی یک برند است. چنین تغییراتی معمولاً با هدف تغییر موقعیت نام تجاری/شرکت، گهگاه برای فاصله گرفتن از مفاهیم منفی برند پیشین، یا حرکت دادن برند به بازار بالا انجام می‌شود. آنها همچنین ممکن است پیام جدیدی را که هیئت مدیره جدید مایل به برقراری ارتباط است، ارسال کنند.
تغییر نام تجاری را می‌توان برای محصولات جدید، محصولات بالغ یا حتی محصولاتی که هنوز در حال توسعه هستند اعمال کرد. این فرایند می‌تواند از طریق تغییر در استراتژی بازاریابی یا در موقعیت‌های مختلف دیگر مانند تجدید ساختار شرکت، ورشکستگی اتحادیه‌ها یا ورشکستگی رخ دهد. تغییر نام تجاری همچنین می‌تواند به تغییر در یک شرکت یا برند شرکتی اشاره داشته باشد که ممکن است چندین برند فرعی برای محصولات یا شرکت‌ها داشته باشد.

## تغییر نام تجاری شرکت
تغییر نام تجاری در آغاز هزاره به یک مد تبدیل شد و برخی از شرکت‌ها چندین بار نام تجاری خود را تغییر دادند. تغییر نام فیلیپ موریس به آلتریا برای کمک به این شرکت انجام شد تا تصویر منفی خود را از میان ببرد. دیگر برندسازی‌ها، مانند تلاش اداره پست بریتانیا برای تغییر نام تجاری خود به عنوان Consignia، چنان شکست خورده‌است که میلیون‌ها دلار دیگر باید برای بازگشت به نقطه اول هزینه می‌شد.
در مطالعه‌ای بر روی ۱۶۵ مورد تغییر نام تجاری، موزلک و لامبکین (۲۰۰۶) دریافتند که چه برندسازی دوباره از استراتژی شرکت (مثلاً M&A) پیروی کند یا استراتژی بازاریابی واقعی را تشکیل دهد (تغییر شهرت شرکت)، هدف آن افزایش است. بازیابی، انتقال، و/یا ایجاد دوباره ارزش ویژه برند شرکت.
به گفته سینکلر (۱۹۹۹:۱۳)، تجارت در سراسر جهان ارزش برندها را تصدیق می‌کند. به نظر می‌رسد که برندها در کنار مالکیت حق چاپ و علائم تجاری، نرم‌افزار رایانه و دانش تخصصی، اکنون در قلب ارزش نامشهودی هستند که سرمایه‌گذاران برای شرکت‌ها قائل هستند.» شرکت‌ها در قرن بیست و یکم ممکن است لازم بدانند که برند خود را از نظر ارتباط آن با مصرف‌کنندگان و بازار در حال تغییر نگاه کنند. پروژه‌های تغییر نام تجاری موفق می‌توانند برند را بهتر از پیش به ارمغان بیاورند.
بازاریابی آگاهی و تداعی را در حافظه مشتریان ایجاد می‌کند تا آنها برندها را بشناسند (و یادآور شوند) تا نیازهایشان را برآورده کنند. هنگامی که در یک موقعیت پیشرو قرار گرفت، بازاریابی، کیفیت محصول یا خدمات ثابت، قیمت گذاری معقول و توزیع مؤثر است که برند را جلوتر از بسته نگه می‌دارد و برای صاحبان آن ارزش ارائه می‌کند (سینکلیر، 1999:15).

### انگیزه
شرکت‌ها اغلب به منظور پاسخگویی به مسائل خارجی و/یا داخلی نام تجاری خود را تغییر می‌دهند. شرکت‌ها معمولاً چرخه‌های تغییر نام تجاری را برای حفظ زمان یا جلوتر از رقبا دارند. شرکت‌ها همچنین از تغییر نام تجاری به عنوان یک ابزار بازاریابی مؤثر برای پنهان کردن سوء رفتارهای گذشته استفاده می‌کنند و در نتیجه مفاهیم منفی را که به‌طور بالقوه می‌تواند بر سودآوری تأثیر بگذارد، از میان می‌برند.
شرکت‌هایی مانند سیتی‌گروپ، ای‌اوال، امریکن اکسپرس و گلدمن ساکس همگی از فروشندگان شخص ثالثی استفاده می‌کنند که در استراتژی برند و توسعه هویت شرکتی تخصص دارند. شرکت‌ها منابع ارزشمندی را برای تغییر نام تجاری و فروشندگان شخص ثالث سرمایه‌گذاری می‌کنند، زیرا این روشی است برای محافظت از آنها در برابر گلوله سیاه شدن توسط مشتریان در یک بازار بسیار رقابتی. دکتر راجر سینکلر، کارشناس برجسته ارزش گذاری برند و ارزش ویژه برند در سرتاسر جهان، اظهار داشت: «برند منبعی است که توسط یک شرکت به دست می‌آید که منافع اقتصادی آتی را ایجاد می‌کند.» هنگامی که یک نام تجاری دارای مفاهیم منفی مرتبط با آن باشد، تنها می‌تواند منجر به کاهش سودآوری و احتمالاً شکست کامل شرکت شود.

#### تمایز از رقبا
شرکت‌ها با استفاده از روش‌هایی از تغییر لوگو تا سبز شدن، خود را از رقبا متمایز می‌کنند. تمایز از رقبا به منظور جذب مشتریان بیشتر و راهی مؤثر برای جذب کارکنان مطلوب‌تر است. نیاز به تمایز به ویژه در بازارهای اشباع شده مانند صنعت خدمات مالی رایج است.

#### حذف تصویر منفی
سازمان‌ها ممکن است عمداً نام تجاری خود را تغییر دهند تا تصاویر منفی از گذشته منتشر کنند. تحقیقات نشان می‌دهد که «نگرانی در مورد ادراکات خارجی سازمان و فعالیت‌های آن» می‌تواند به عنوان یک محرک اصلی در تمرین‌های تغییر نام تجاری عمل کند.
در یک زمینه شرکتی، مدیران می‌توانند از تغییر نام تجاری به عنوان یک استراتژی بازاریابی مؤثر برای پنهان کردن سوء رفتارها و اجتناب یا از میان بردن مفاهیم منفی و کاهش سودآوری استفاده کنند. شرکت‌هایی مانند فیلیپ موریس ایالات متحده آمریکا، بلک واتر و AIG برای انتشار تصاویر منفی تغییر نام دادند. فیلیپ موریس ایالات متحده آمریکا نام و لوگوی خود را در ۲۷ ژانویه ۲۰۰۳ به آلتریا تغییر داد، به دلیل مفاهیم منفی مرتبط با محصولات تنباکو که می‌توانست بر سودآوری سایر مارک‌های فیلیپ موریس مانند کرافت فودز تأثیر بگذارد.
در سال ۲۰۰۸، تصویر AIG به دلیل نیاز به کمک مالی فدرال در طول بحران مالی آسیب دید. AIG به این دلیل نجات یافت که وزارت خزانه‌داری ایالات متحده اعلام کرد که AIG به دلیل اندازه و روابط پیچیده اش با طرف‌های مالی برای شکست بسیار بزرگ است. AIG خود یک شرکت بین‌المللی بزرگ است. با این حال، شرکت‌های تابعه AIG Retirement و AIG Financial به دلیل کمک مالی دارای مفاهیم منفی بودند. در نتیجه، AIG Financial Advisors و AIG Retirement به ترتیب به Sagepoint Financial و VALIC (شرکت بیمه عمر مستمری متغیر) تغییر نام دادند تا تصویر منفی مرتبط با AIG را از میان ببرند.

#### از دست دادن سهم بازار
برندها اغلب در واکنش به از دست دادن سهم بازار، برند خود را تغییر می‌دهند. در این موارد، برندها برای مخاطبان هدف کم‌معنا شده‌اند و در نتیجه سهم خود را به رقبا از دست داده‌اند.
در برخی موارد، شرکت‌ها سعی می‌کنند بر اساس هر ارزشی که فکر می‌کنند هنوز در برندشان وجود دارد، استفاده کنند. به عنوان مثال، رادیو شاک در سال ۲۰۰۸ خود را به عنوان «کلبه» تغییر نام داد، اما تغییر نام تجاری هرگز به افزایش سهم بازار در صنعت خرده فروشی منجر نشد. تا سال ۲۰۱۷، رادیو شاک حضور فیزیکی خرده فروشی خود را به میزان قابل توجهی کاهش داد، بیش از ۱۰۰۰ فروشگاه را تعطیل کرد و به یک مدل کسب و کار خرده فروشی عمدتاً آنلاین روی آورد.

#### موقعیت‌های اضطراری
تغییر نام تجاری ممکن است به‌طور ناخواسته در شرایط اضطراری مانند «تجدید ساختار شرکتی فصل ۱۱» یا «ورشکستگی» رخ دهد. فصل ۱۱ بازسازی یا سازماندهی دوباره است که عمدتاً توسط بدهکاران تجاری استفاده می‌شود. معمولاً به عنوان ورشکستگی شرکتی شناخته می‌شود، که نوعی سازماندهی دوباره مالی شرکت است که به شرکت‌ها اجازه می‌دهد درحالی‌که بدهی خود را پرداخت می‌کنند، فعالیت کنند. شرکت‌هایی مانند لیمن برادرز Holdings Inc، واشینگتن میچوال و جنرال موتورز همگی برای فصل ۱۱ ورشکستگی اعلام کرده‌اند.
در ۱ ژوئیه ۲۰۰۹ جنرال موتورز درخواست ورشکستگی کرد که در ۱۰ ژوئیه ۲۰۰۹ انجام شد. جنرال موتورز تصمیم گرفت کل ساختار خود را با سرمایه‌گذاری بیشتر در خودروهای شورلت، بیوک، جی‌ام‌سی و کادیلاک تغییر نام دهد. علاوه بر این، تصمیم به فروش ساب خودرو و توقف تولید برندهای هامر، پونتیاک و ساترن گرفت. جنرال موتورز با بیان اینکه در حال اختراع و تولد دوباره این شرکت به عنوان «جنرال موتورز جدید» با «برندهای کمتر و قوی‌تر» است، نام تجاری خود را تغییر داد. مدل‌های کمتر و قوی‌تر راندمان بیشتر، مصرف سوخت بهتر و فناوری‌های جدید» همان‌طور که در آگهی باز اختراع آنها بیان شد. آگهی باز اختراع جنرال موتورز همچنین بیان کرد که حذف برندها «به معنای از میان رفتن کسب و کار نیست، بلکه آغاز به کار است.»

#### خط تولید
شرکت‌هایی مانند دانکن دوناتس، جو-آن استورز، و دبلیو دبلیو اینترنشنال، بخش‌هایی از نام شرکت خود را حذف کرده یا مختصر کرده‌اند تا خط تولیدی بزرگ‌تر از آنچه که نام آن‌ها نشان می‌دهد، پیشنهاد دهند. همچنین برای پاسخگویی به جمعیت‌های مختلف که ممکن است به محصولات مختلف یک صنعت علاقه‌مند باشند، استفاده می‌شود. بسته به نامی مانند رستوران زنجیره‌ای پنکیک IHOP که قصد داشتند برند خود را به "IHOb" تغییر دهند تا پیشنهاد کنند همبرگر را نیز عرضه کنند، مردم نسبت به تغییر نام بی‌اعتنایی داشتند، بنابراین نام IHOP همچنان به جای آن باقی ماند.

#### مرتبط ماندن
شرکت‌ها همچنین می‌توانند برای حفظ ارتباط با مشتریان و ذینفعان (جدید) برند خود را تغییر دهند. این می‌تواند زمانی رخ دهد که کسب و کار یک شرکت تغییر کرده باشد، برای مثال جهت استراتژیک و تمرکز صنعتی آن، یا نام تجاری آن دیگر با پایگاه مشتری (جدید) آن تناسب نداشته باشد. به عنوان مثال، یک شرکت ممکن است به دلایل فرهنگی یا زبانی، مانند آسان‌تر کردن تلفظ، نام تجاری خود را به گونه‌ای تغییر نام دهد که نامش در بازار جدیدی که وارد می‌شود کار کند.
تغییر نام تجاری همچنین راهی برای تازه کردن یک تصویر برای اطمینان از جذابیت آن برای مشتریان و ذینفعان معاصر است. چیزی که زمانی تازه و مرتبط به نظر می‌رسید ممکن است سال‌ها بعد دیگر این کار را انجام ندهد.

## برندسازی دوباره محصول
در مورد پیشنهادهای محصول، زمانی که آنها به‌طور جداگانه در چندین بازار هدف بازاریابی می‌شوند، به این امر تقسیم بازار می‌گویند. زمانی که بخشی از استراتژی تقسیم‌بندی بازار شامل ارائه محصولات به‌طور قابل توجهی متفاوت در هر بازار باشد، به آن تمایز محصول می‌گویند. این فرایند تقسیم‌بندی بازار/تمایز محصول را می‌توان به عنوان نوعی تغییر نام تجاری در نظر گرفت. چیزی که آن را از سایر اشکال تغییر نام تجاری متمایز می‌کند این است که این فرایند مستلزم حذف تصویر اصلی برند نیست. تغییر نام تجاری به این روش اجازه می‌دهد تا از یک مجموعه مهندسی و QA برای ایجاد چندین محصول با حداقل تغییرات و هزینه اضافی استفاده شود. شکل دیگری از برندسازی دوباره محصول، فروش محصولی است که توسط شرکت دیگری با نام جدید تولید می‌شود: یک تولیدکننده طرح اصلی شرکتی است که محصولی را تولید می‌کند، اغلب در مکانی با هزینه‌های عملیاتی کمتر، که در نهایت توسط شرکت دیگری برای فروش نام تجاری می‌شود.
پس از ادغام یا اکتساب، شرکت‌ها معمولاً محصولات تازه خریداری شده را تغییر نام می‌دهند تا با خط تولید موجود سازگاری داشته باشند، مثلاً سیمانتک نرم‌افزارهای امنیتی و ابزار به دست‌آمده‌شده را تحت نام تجاری نورتون خود قرار می‌دهد (که خود شاخه‌ای از محصول شاخص ضدویروس نورتون است). در صورتی که یک نام تجاری خریداری شده در بازار نسبت به خریدار به رسمیت شناخته شود، این امر می‌تواند برعکس اتفاق بیفتد، مانند اینکه بانک شیمی پس از ادغام با شرکت، نام تجاری چیس را بر عهده بگیرد.

## تغییر نام تجاری مشاغل کوچک
کسب‌وکارهای کوچک با چالش‌های متفاوتی نسبت به شرکت‌های بزرگ روبرو هستند و باید استراتژی تغییر نام تجاری خود را بر این اساس تطبیق دهند.
به‌جای اجرای تدریجی تغییرات، کسب‌وکارهای کوچک گاهی اوقات با تغییر نام تجاری تصویر خود در یک بازه زمانی کوتاه، خدمات بهتری دریافت می‌کنند. – به خصوص زمانی که شهرت برند موجود کم باشد. اولین تأثیر قدرتمند بر مشتریان جدید که توسط طراحی برند حرفه‌ای ممکن می‌شود، غالباً بر شناخت ضعیف نام تجاری تصویر قدیمی یا طراحی ضعیف برای مشتریان فعلی برتری دارد.
تغییر تصویر در یک شرکت بزرگ می‌تواند پیامدهای پرهزینه‌ای داشته باشد (به‌روزرسانی تابلوها در مکان‌های مختلف، مقادیر زیادی وثیقه موجود، برقراری ارتباط با تعداد زیادی کارمند، و غیره)، درحالی‌که کسب‌وکارهای کوچک می‌توانند از تحرک بیشتری برخوردار شوند و تغییرات را سریع‌تر اجرا کنند.
درحالی‌که کسب‌وکارهای کوچک می‌توانند بدون داشتن تصویر برند حرفه‌ای طراحی شده، رشد را تجربه کنند، «تغییر نام تجاری یک گام حیاتی برای یک شرکت است که باید در هنگام گسترش به بازارهای تهاجمی‌تر و رویارویی با رقبای با تصاویر برند تثبیت‌شده‌تر مورد توجه جدی قرار گیرد».

## تأثیر تغییر نام تجاری
ماهیت فراگیر یک برند شرکت/محصول در همه نقاط تماس مشتری، تغییر نام تجاری را برای شرکت‌ها به یک کار سنگین تبدیل می‌کند. طبق مدل کوه یخ، ۸۰ درصد ضربه پنهان است. میزان تأثیر تغییر برند به میزان تغییر برند بستگی دارد.
چندین عنصر از یک برند وجود دارد که می‌توان آنها را در تغییر نام تجاری تغییر داد، از جمله نام، لوگو، نام قانونی و هویت شرکت (از جمله هویت بصری و هویت کلامی). تغییراتی که فقط در لوگوی شرکت ایجاد می‌شود کمترین تأثیر را دارند (به نام تعویض لوگو) و تغییرات ایجاد شده در نام، نام قانونی و سایر عناصر هویتی بر هر قسمت از شرکت تأثیر می‌گذارد و می‌تواند منجر به هزینه‌های بالا و تأثیر بر روی شرکت‌های بزرگ شود. سازمان‌های پیچیده
تغییر نام تجاری نه تنها بر مواد بازاریابی بلکه بر کانال‌های دیجیتال، URLها، علائم، پوشاک و مکاتبات نیز تأثیر می‌گذارد.